# Omphalotaceae
Omphalotaceae är en familj av svampar inom ordningen skivlingar. Den var först beskriven av Bresinsky 1985 som en segregation av familjen Tricholomataceae.

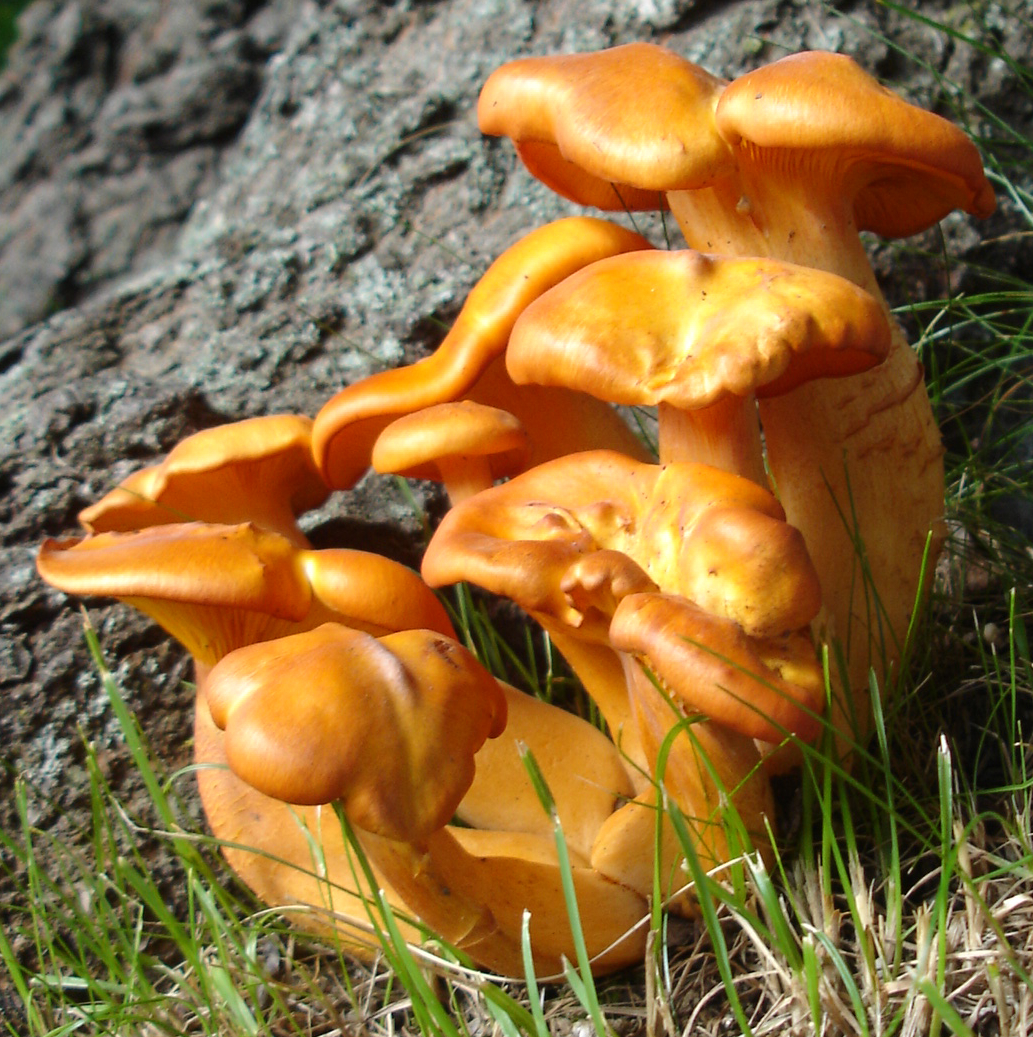
"Jack o'Lantern"-svampen.

"Jack o'Lantern"-svampen (lat. Omphalotus olearius) är en välkänd medlem av denna familj.
Shiitake (lat. Lentinula edodes), den näst mest odlade svampen i världen, ingår i en bredare definition av denna familj. Inom systematiken tillhör dock denna svampart familjen Marasmiaceae, som tillhör samma ordning som Omphalotaceae.